# Sung Jun
Đây là một tên người Triều Tiên, họ là Bang.
Bang Sung-joon (Hàn văn: 방성준, chữ Hán: 方成俊, Hán-Việt: Phương Thành Tuấn, sinh ngày 10 tháng 7 năm 1990 tại Seoul, Hàn Quốc), hay còn được biết đến nhiều hơn với nghệ danh Sung Jun (Hàn văn: 성준, chữ Hán: 盛駿, Hán-Việt: Thịnh Tuấn), là một nam người mẫu, diễn viên, người dẫn chương trình và ca sĩ Hàn Quốc. Anh nổi tiếng qua các vai diễn Kwon Ji-hyeok trong Shut Up Flower Boy Band, và Joo Wan trong I Need Romance 3..

## Danh sách tác phẩm

### Phim điện ảnh
- Dangerously Excited (2012)
- Horror Stories 2 (2013)
- Pluto (2013)
- Villainess (2017)

### Phim truyền hình
- Personal Taste (MBC, 2010)
- White Christmas (KBS2, 2011)
- Lie to Me (SBS, 2011)
- Shut Up Flower Boy Band (tvN, 2012)
- Drama Special: Swamp Ecology Report (KBS2, 2012)
- Can We Get Married? (jTBC, 2012)
- Gu Family Book (MBC, 2013)
- I Need Romance 3 (tvN, 2014)
- Discovery of Love (KBS2, 2014)
- High Society (SBS,2015)
- Hyde, Jekyll, Me (SBS, 2015)
- Madame Antoine (JTBC, 2016)
- Ms. PerFect (KBS, 2017)
- 2021 Summer Drama Collage: Monster Mansion (2021)
- Casting a Spell to you (2021)
- Island (TVing/TVn, 2022)
- Call it love (Disney+/TV Asia, 2023)
- Island 2 (TVing/TVn, 2023)
- The Fiery Priest (SBS, 2024)
- The scandal of Chun Hwa (TVing/Galaxy Play, 2025)

### Nhạc phim
- Jaywalking (Shut Up Flower Boy Band, 2012)
- Wake Up (Shut Up Flower Boy Band, 2012)
- Today (Shut Up Flower Boy Band, 2012)
- Words You Shouldn't Know (Shut Up Flower Boy Band, 2012)
- Love makes us smile (I Need Romance 3, 2014)

### Chương trình truyền hình
- Show K Music (MBN, 2012)
- Miracle Korea (jTBC, 2013)

### Quảng cáo
- HITEJINRO Dry Finish D (2012)

## Giải thưởng
- Nam diễn viên dự án đặc biệt xuất sắc nhất (KBS Drama Awards, 2012)
- Biểu tượng mới (Style Icon Awards, 2014)